# Manhattan Parade
Manhattan Parade is een Amerikaanse filmkomedie uit 1931 onder regie van Lloyd Bacon.

## Verhaal
Doris Roberts leidt een bedrijf dat kostuums produceert voor Broadway. Haar man wil dat ze haar baan opgeeft om te zorgen voor hun zoon. Wanneer blijkt dat het bedrijf verliesgevend is, kan ze niet lijdzaam blijven toekijken.

## Rolverdeling
| Acteur              | Personage          |
| ------------------- | ------------------ |
| Winnie Lightner     | Doris Roberts      |
| Charles Butterworth | Herbert T. Herbert |
| Joe Smith           | Lou Delman         |
| Charles Dale        | Jake Delman        |
| Dickie Moore        | Junior Roberts     |
| Bobby Watson        | Paisley            |
| Frank Conroy        | Bill Brighton      |
| Walter Miller       | John Roberts       |
| Mae Madison         | Vrouw              |
| Polly Walters       | Telefoniste        |
| Luis Alberni        | Vassily Vassiloff  |
| Greta Granstedt     | Charlotte Evans    |